# Paul Müller (Politiker, 1896)
Paul Müller (* 11. April 1896; † unbekannt) war ein deutscher Politiker (NSDAP).

## Leben
Müller war von Beruf Lehrer. Von 1919 bis 1921 war er Mitglied der DVP. Zum 29. Mai 1925 trat er der NSDAP bei (Mitgliedsnummer 6.682) und wurde Ortsgruppenleiter in Saalfeld (Saale). Nach der „Machtergreifung“ der Nationalsozialisten wurde er 1934 zum Leiter der Mädchenschule in Saalfeld ernannt und im gleichen Jahr als Erster Bürgermeister von Saalfeld eingesetzt. Als zum 15. November 1937 die Kreise Jena und Stadtroda der NSDAP zusammengelegt wurden, wurde er neuer Kreisleiter des Kreises Jena-Stadtroda. Diese Funktion, in der er u. a. an der „Arisierung“ der Viehwirtschaft in Jena beteiligt war, übte er bis zum Ende des Zweiten Weltkrieges aus. Sein weiteres Schicksal ist unbekannt.
1938 wurde Müller auch Mitglied der SA.